# Мороз, Юрий Леонтьевич
Ю́рий Лео́нтьевич Моро́з (укр. Юрій Леонтійович Мороз; 8 сентября 1970, Смела, Черкасская область, Украинская ССР, СССР) — украинский футболист, защитник. Ныне — тренер.

## Биография
Чемпион мира среди юношеских команд (1987), Чемпион Европы среди юношеских команд (1987).
Единственную игру за сборную Украины сыграл 27 июня 1992 года, против сборной США (0:0). На 81-й минуте матча был заменён Ярославом Ватаманюком.
После завершения карьеры игрока занялся тренерской деятельностью. Тренировал юниорские сборные Украины, молодёжные команды киевского «Динамо» (2014—2021) и одесский «Черноморец» (с 26 июня по 30 декабря 2021 года).